# Вазописец Сизифа

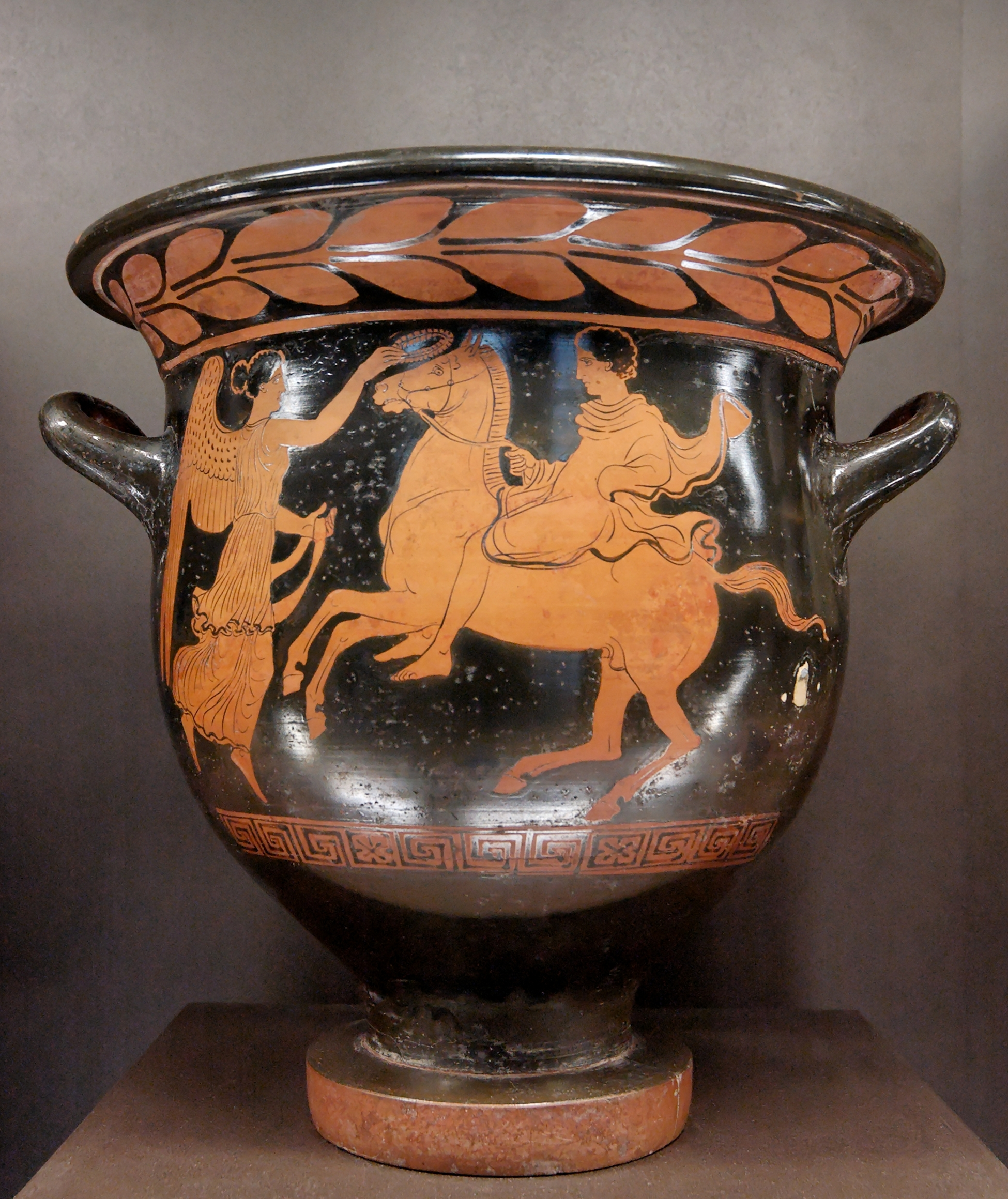
Всадник и крылатая Ника, колоколовидный кратер, вазописец Сизифа

Вазописец Сизифа — анонимный греческий вазописец, работал в Апулии конце 5 — начале 4 века до н. э. в краснофигурной технике. Один из наиболее выдающихся вазописцев апулийской техники и всей Южной Италии.
Его условное имя связано с его именной вазой — кратером с волютами, на котором изображена свадебная сцена. Один из гостей свадьбы держит в руках подарок в форме сердца, на котором содержится надпись «Сизиф». Считается, что вазописец Сизифа был последователем традиции вазописца Берлинских танцующих девушек, возможно, он даже мог начинать работать в мастерской последнего. Исследователи также считают, что в технике вазописца Сизифа ощутимо влияние ряда аттических вазописцы, например, вазописца карликов и вазописца Кодра.
Качество работ вазописцы Сизифа неровное, в частности на вазах крупных габаритов он обнаружил большое умение изображать детали лица, рисуя их в профиль на три четверти. Среди ранних работ чаще встречаются колоколоподобные кратеры, как правило, украшены тремя фигурами. Главными мотивами вазописи Сизифа были сцены повседневной жизни или дионисийские сцены. На обороте вазы часто изображались 2 или 3 юноши, окутанные накидками. Поздние работы мастера отличаются более низким качеством исполнения, они в основном слишком стереотипны.